# Smith & Wesson Модель 59
Smith & Wesson Модель 59 пістолет подвійної дії, який випускали у період з 1971 по 1981 роки. Його розробила компанія Smith & Wesson на основі раніше створеного пістолета Smith & Wesson Модель 39, застосувавши 14-зарядний магазин з розташування набоїв у шаховому порядку.

## Історія та користувачі
Його розробили для ВМС США у якості варіанту S&W Модель 39 з більш ємкісним магазином, на основі їх безшумного пістолета Mark 22 "Mark 22 Hush Puppy".  У 1965 році ВМС США замовили версію S&W Модель 39 з магазином на 13 набоїв від пістолета Browning Hi-Power.  На початку 1970 року було випущено дюжину експериментальних прототипів з неіржавної сталі, які були передані підрозділу командос SEAL для польових випробувань. Пістолет не було прийнято на озброєння.
Модель 59 потрапила на ринок у 1971 році. Вона була знята з виробництва у 1982 році, коли було представлено покращену серію другого покоління (Модель 459).

## Конструкція
Модель 59 розробляли під набій 9×19 мм Парабелум з ширшою рамою з анодованого алюмінію, з прямою задньою поверхнею руків'я, розмикачем магазина (з пістолета не можна стріляти до тих пір поки не встановлено магазин) та вороненим затвором з вуглецевої сталі з ручним запобіжником на ньому. Руків'я має три деталі: дві нейлонові накладки які об'єднані металевою задньою поверхнею. Засувка магазина розташована у задній частині спускової скоби, як у пістолета M1911A1.

## Магазин
Магазин Моделі 59 такий самий, як і у Browning Hi-Power. Спочатку його об'єм становив 14 набоїв, пізніше його збільшили до 15 набоїв. Smith & Wesson також випускали розширену версію на 20 набоїв. Багато зброї було розроблено для використання з цим магазином: наприклад Marlin Camp Carbine, Kel-Tec P11, Sub9 та Sub2000.

## Модель 459
Smith & Wesson Модель 459 стала покращеною версією Моделі 59 з регульованими прицілами та рифленими нейлоновими накладками на руків'я. Модель було знято з виробництва у 1988 році. 803 одиниці мали шліфовану обробку зі спеціальними руків'ями зробленими за специфікацією ФБР.